# Franz-Haniel-Gymnasium
Das Franz-Haniel-Gymnasium ist ein Gymnasium in der kreisfreien Großstadt Duisburg in Nordrhein-Westfalen.

## Geschichte
Das Gymnasium wurde im April 1908 als Oberrealschule für Jungen gegründet und ist seit 1957 nach Franz Haniel benannt, einem  Unternehmer des 19. Jahrhunderts, der maßgeblich zur industriellen Entwicklung des Ruhrgebiets beitrug. Ein Förderverein wurde 1978 gegründet.

## Lage und Gebäude
Die Schule liegt im Stadtteil Homberg, wurde nach Bauantrag von 1910 durch dem Architekten Walter Müller erbaut und steht seit Mai 1996 unter Denkmalschutz.

## Schulprofil
Die Schule bietet Englisch, Französisch, Latein und Spanisch als Fremdsprachen sowie bilingualen Unterricht in Englisch an. Damit bereitet sie auf DELF-, TELC-, DELE- und Cambridge-Zertifikate vor.

## Persönlichkeiten
- Heinrich Lenzen (1900–1978), Bauforscher und Archäologe
- Günter Krivec (* 1942), Leichtathlet, Apotheker und Unternehmer
- Ulrich Volk (* 1953), Rechtsanwalt und TV-Darsteller
- Dominique Siassia (* 1979), Schauspielerin und Sängerin
- Mahmut Özdemir (* 1987), Politiker (SPD)
- Michael Schrader (* 1987), Leichtathlet[10]